# Repülőgép

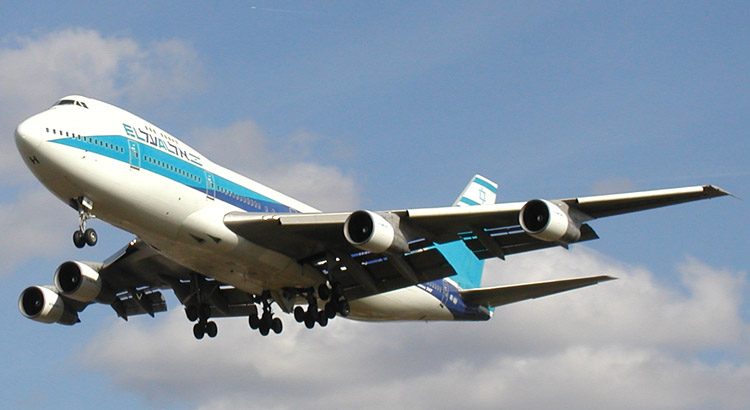
Boeing 747-es repülőgép

A repülőgép a levegőnél nehezebb olyan közlekedési eszköz, mely a légkörben halad, merev felületei és a levegő reakcióerejéből keletkező felhajtóerő segítségével a repülési magasság és irány megváltoztatására, illetve megtartására képes motor vagy hajtómű segítségével. A motor nélküli merev szárnyú repülőgépek (vitorlázó repülőgép) esetében a magasság megtartása vagy növelése csak emelkedő légáramlat (termik, vagy ún. lejtőszél) segítségével lehetséges, de az ilyen járművek ennek hiányában is képesek a kontrollált repülésre és jelentős távolság megtételére, relatíve csekély magasságvesztéssel (1:25 – 1:50 értékű siklószámmal), ezért szintén repülőgépeknek tekintjük őket.
A felhajtóerő keletkezéséhez szükséges sebességet a légcsavar vagy sugárhajtómű vonó-, illetve tolóereje, motor nélküli repülőgépeknél a gravitáció, vagyis a levegőhöz mint repülési közeghez viszonyított lejtőpálya biztosítja. Merev szárnyú repülőgépek esetében ez a jármű levegőben történő folyamatos haladásával szorosan összefügg. Ebből következően minden merev szárnyú repülőgépre megadható egy minimális biztonságos repülési sebesség, amely kizárólag a levegőhöz viszonyítva értendő.
Vannak olyan repülőgépek, amelyek a szükséges felhajtóerőt és kormányzást nem merev légelvezető szárnyak, hanem forgó felületek (forgószárny, rotor) segítségével állítják elő, ezeket gyűjtőnevükön forgószárnyas légijárműveknek nevezzük. Ebben az esetben a felhajtóerőt nem a repülőgép (és szárnya) levegőhöz viszonyított sebessége, hanem a repülőgép körül forgó szárnyak levegőhöz viszonyított sebessége állítja elő. Ezért képesek a lebegésre, illetve a helyből fel- és leszállásra. Ezek a legbonyolultabb szerkezetű repülőgépek.

## Repülés a mitológiában
A repülés talán az egyik legrégibb vágya az emberiségnek. Az ember mindig is irigyen nézte a madarakat, mikor azok könnyedén szelték a hatalmas levegőeget szárnyaikkal. Bizonyítják ezt az ősi mitológiák természetfölötti lényei: a táltosok, sárkányok, boszorkányok, madarak. Csodálatos szerkezetek is felbukkannak, mint például a repülő szőnyeg, Daidalosz és Ikarosz szárnyai, hogy az ember is repülhessen a maga erejéből az égben. A repülés minden korban a szabadság érzését vitte az emberek szívébe. A sztyeppi népek totemállata, a turulmadár, a magyar mitológia szereplője. Árpád népe az Emese álmáról szóló legendájában e madár leszármazottjának tartja magát. A repülésről szóló legendát több vallás könyveiben megtaláljuk. A Bibliában Krisztus egy felhő hátán szállt a mennybe. Azt senki sem tudja, hogy ki, mikor és mivel próbált meg először repülni, olyan régen volt. Mindig is élt olyan ember, aki hitt a repülés megvalósíthatóságában, és meg is próbálta, de az akkori kor technikai fejlettsége a sikeres repülést nem tette lehetővé. A középkorban is izgatta az embereket a repülés gondolata, de úgy vélték, hogy csak természetfölötti képességekkel lehet repülni. Szerintük csak az ördöggel cimboráló varázslók és boszorkányok tudnak repülni, ám ezért a sötét középkor inkvizíciója szerint halálbüntetés járt.

## A repülés fejlődése
A repülés ősi vágya az embereknek, így az emberi történelemben mindig feltűnik a repülőgép, a repülés iránti vágy.
Az első repülő szerkezetek Kínában készültek el, már 2-3000 éve sárkányrepülőket készítettek, de a rakéták megjelenése is az ő nevükhöz fűződik. Jóval később Európa is bekapcsolódott a fejlesztésekbe, igaz, ez nagyon lassan haladt. Rendszerint a természet adta lehetőségeket vizsgálták, így a repülőgépek ihletői – a madarak – után szárnyakat kötöztek a kezekre, repülő szerkezeteket építettek, de a léggömbökig nem tudtak a levegőbe emelkedni. Talán a legjelentősebb kísérleteket Leonardo da Vinci készítette el. 1497-ben jelent meg kódexe, amely tudományos úton közelítette meg a repülést. Különféle sárkányrepülők, helikopterek, ejtőernyők tűntek fel benne, amelyeket a ma embere is használ. Ezért tartják sokan őt a repülés szellemi atyjának.
A 18. század vége felé a francia Lyon mellett született meg az első léggömb. Utasai háziállatok voltak, és kb. négy kilométeres repülés után épségben földet értek. Nem sokkal ez után, 1783. november 21-én, Párizsban levegőbe emelkedett az első ember vezette léggömb. Ezzel beteljesült az emberek vágya.

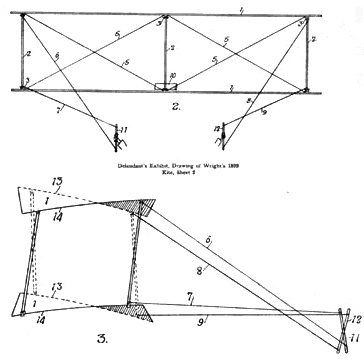
Wrighték sárkánya 1899-ből. Az elöl- és oldalnézeti rajzon látható a közlőmű (huzal) és a botkormány is, utóbbi ábrázolja a „szárnyhajlítás” mint kormányzási módszer elvét. A rajz eredetije az amerikai Kongresszusi Könyvtárban található

A léghajók töretlenül fejlődtek, míg olyan hatalmasak is megjelentek, mint a német Zeppelin. Ezzel egy időben megindult a sárkányvitorlázás is, amely sokáig csak a kísérletező emberek hobbija maradt. Aztán a 20. század elején megkezdődtek az első komolyabb repülőgépes kísérletek. Wilbur és Orville Wright közel harminc év kísérletezés után Flyer I nevű szerkezetükkel 1903. december 17-én délelőtt egy 12 másodperces repüléssel végrehajtották az első történelmi jelentőségű repülést az észak-karolinai Kitty Hawk mezején.
Orville Wright az első interjúban ezt mondta: Amikor a repülésről írt könyv a kezembe jutott és benn volt az újságban, hogy repültek siklóval, írtam Wilburnek. Azonnal eljött és terveztünk egy gépet. Később, amikor már készen állt a gép, kimentünk London mellé és kihívtuk a sajtót. Amikor a gépet beindítottuk, beültem és a nézők tekerték a rotort. A gép hirtelen indult el és már fel is emelkedett.
Példájukat sokan követték és százával jelentek meg kísérletező emberek, akik különféle szerkezeteiket próbálták meg rávenni a repülésre. Az első világháborúig számos kísérlet született, számos újdonság jelent meg. Mindezeket főként a katonai repülésben hasznosították, melynek alapelveit egy olasz tüzértiszt fektette le. Eleinte főleg a felderítésben használták a gépeket, majd megjelentek az első vadászok, az első bombázók is. Sebességük ekkor még nem haladta meg a 140–160 km/h-s sebességet, egy vagy két fedélzeti géppuskával rendelkeztek, valamint a gyenge motorok miatt a vázszerkezeteiket fából készítették, a szárnyak pedig vászonnal borították be. A  négyéves háború sok újítást hozott: megjelentek a fémlemez borítású gépek, a többmotoros bombázók, a gépek gyártása pedig hihetetlen méreteket öltött. A háború éveiben Németország több mint 48 000, Nagy-Britannia 58 000, Franciaország 67 000, a többi hadviselő pedig több mint 45 000 repülőgépet épített.
A háború után a katonai pilóták rendszerint vándorcirkuszok tagjaiként népszerűsítették a repülést zsoldjaikon vásárolt repülőgépeiket repülve. Az 1920-as évek elejére számos légitársaság született, melyek rendre alkalmazták a munka nélkül maradt katonai pilótákat, megvették a megrendeléshiánnyal küszködő repülőgépgyártók gépeit, elkezdődött a polgári légiközlekedés és a légi teherszállító- és postaszolgálat. Az első légitársaságok már rögtön a háború után létrejöttek. És ahogy megindult a polgári közlekedés, úgy születtek meg a híres gépek, kimondottan a polgári igényeknek megfelelően. Ekkor születtek meg az olyan nagy gyártók is, mint a brit de Havilland, az olasz Caproni, a francia Breguet, a német Junkers, Fokker és a többi neves gyártó, amelyek a későbbi piac meghatározó fejlesztői voltak, mint a Boeing és a Douglas. A repülőgépek egyre biztonságosabbá váltak, egyre gyorsabbak lettek, és ami fontos volt a légitársaságoknak, egyre gazdaságosabbá vált a repülés.
A két világháború között, a dugattyús motorok fejlődésének köszönhetően egyre-másra döntötték meg a sebességi világrekordokat. Több légiverseny is zajlott ez időben, mint a legelső, 1909-ben Reimsben megrendezett Le Grande Semaine d'Aviation (A repülés nagy hete), melyet a későbbi repülőgépgyár alapítója, Glenn Curtiss nyert, az 1911-ben induló és 1931-ig tartó Schneider-kupa, az Egyesült Államokban 1924 és 1949 között megrendezett National Air Races (Nemzeti Légiversenyek) melyben szerepelt a Bendix Kupa és a Thompson Kupa is. A versenyeredményeket az 1905-ben alapított FAI, azaz a Nemzetközi Légi Szövetség hitelesítette és rögzítette, ahogy teszi napjainkban is.
A második nagy világégés egy újabb lendületet adott a fejlődésnek, melynek legnagyobb főpróba többek között a spanyol polgárháború volt, ahol a Luftwaffe kipróbálhatta legújabb repülőeszközeit. A háborút végül megnyerték Franco tábornok csapatai. A világháború kitörésekor a németek mintegy 5000 korszerű harci repülőgéppel rendelkeztek, melyekkel a szövetségesek számbelileg nem, de taktikailag hátrányban voltak. 1940–42 között Európa nyugati, déli és keleti hadszínterein dúló légiháborúkban kristályosodtak ki a légi hadviselés napjainkig ható alapszabályai, melyben többek között olyan vadászrepülőgép típusok harcoltak, mint a brit Hurricane, a Spitfire, a német Bf 109, Fw 190, a szovjet MiG–3, Jak–3, az amerikai P–38 Lightning, P–40 Warhawk, a P–47 Thunderbolt és P–51 Mustang-ok korai változatai, olasz részről pedig a CR.42 Falco, a Re.2000 és a M.C.202 Folgore. Közben a világ másik felén, a Távol-Keleten is kitört a háború, és Japán megtámadta az Egyesült Államokat. Az USA ekkoriban nem rendelkezett nagy, korszerű repülőerőkkel, de az Európában zajló események az amerikai hadvezetést is a fejlesztés és a termelés növelésére kényszerítette. A támadást követően a haditermelést jelentősen felfuttatták, ellátva nemcsak saját haderejüket, de szövetségeseiket is hadianyaggal. Ekkor kapott nagyarányú megrendeléseket a Boeing, a Curtiss, a Douglas, Grumman, a Lockheed, a North American Aviation, a Republic Aviation és a Vought is. Megkezdődtek a hadászati és a hadászati-hadműveleti légitámadásokra kifejlesztett bombázógépek gyártása is. Ezeket a típusokat – B–17 Flying Fortress, B–24 Liberator, B–29 Superfortress, vagy a Halifax, Vickers Wellington és Avro Lancaster – főként a szövetségesek részéről alkalmazták, ill. az ún. „terrorbombázások” során is ezen típusokat vetették be. Megjelentek a hadszíntéren az első, sorozatban gyártott sugárhajtású repülőgépek is, úgymint a brit Gloster Meteor, a német Me 262 és a He 162, illetve bombázóként az Ar 234. Japán a 19. század végétől megkezdett nagyarányú gazdasági és ipari modernizációjával végzete felé rohant, a kirobbantott háborúban modern repülőeszközöket fejlesztett, úgymint a Zero, a Hajabusza, a Hajate és kísérleteket végeztek sugárhajtóművekkel is. Ezt törte ketté a két amerikai atomtámadás, mellyel a repülés egy új kor küszöbére érkezett.
A világégés után a polgári repülés ismét jelentős fejlődésnek indult. Ebben a hatalmas teherszállító kapacitással rendelkező USA járt az élen. A Lockheed, a Boeing és a Douglas repülőgépeikkel lefedték szinte az egész piacot. Egyre gyorsabb és egyre több utast szállító repülőgépeket készítettek. Tömegük már megközelítette a 70 tonnát, és több mint 100 utast vihettek magukkal 7–8000 km-re. A romjaiban heverő Európa el volt maradva, ezért egy másik utat választottak. A sugárhajtás korában a de Havilland megépítette az első sugárhajtású utasszállító repülőgépét, amely 1952 késő tavaszán állt szolgálatba. A Cometre azonnal nagy igény mutatkozott, hiszen 780 km/h-s sebességével jóval gyorsabb volt, mint a légcsavaros gépek a maguk 600–650 km/h-s sebességével. A kezdeti lelkesedést azonban egy sor technikai probléma árnyékolta be, majd három évvel később a Sud Aviation bemutatta Caravelle típusú repülőgépét, amely az első volt a kis- és közepes hatótávolságú sugárhajtású utasszállítók körében. Ez főleg rövid, 1500–1700 km-es repülési utakra volt képes elrepülni 100-140 fővel, ami a nehéz gazdasági helyzetben levő Nyugat-Európa számára ideális volt. Végül újra az amerikai – immár sugárhajtású – utasszállító repülőgépeké lett a főszerep: a Boeing 1957 év végén bemutatta a 707-es modellt, amely kora legnagyobb utasszállító repülőgépe lett, míg a Douglas Aircraft Company konkurensként a DC–8-at dobta piacra fél évvel később. Közel harminc évig ezen két gyártó repülőgépei uralták a polgári légiközlekedést.
A világ ahogy kilábalt az egyik háborúból, belement a másikba. Kitört a hidegháború, amely fegyverkezési versenyre késztette a szemben álló feleket. Megalakult a NATO és a Varsói Szerződés, melyekben a meghatározó szerepet az Egyesült Államok és a másik szuperhatalom, a Szovjetunió játszotta. Mindkét ország megpróbálta politikai és gazdasági befolyását kiterjeszteni, ezért ahol konfliktusok voltak, ott mindkét nagyhatalom rendre megjelent, repülőgépeik is számos alkalommal összecsaptak egymással. Az első ilyen színhely a Koreai-félsziget volt az 1950-es évek első felében. Itt vetették be egymás ellen a sugárhajtású vadászrepülőgépek első generációját: a Lockheed F–80 Shooting Star-ját, a Republic F–84 Thunderjet-ét, a North American F–86 Sabre-jét, a Lockheed F–94 Starfire-jét a háborúban hírhedtté vált szovjet MiG–15-el szemben. A háború kirobbanása kedvezőtlenül érte az USA-t, hiszen az éppen típusváltások küszöbén állt. Ezért kerülhetett sor a világháború veterán légcsavaros repülőgépeinek bevetésére is a háború első felében. Az itt szerzett tapasztalatok után született meg amerikai részről az ún. „100-as sorozat”: az F–100 Super Sabre, az F–102 Delta Dagger, az F–104 Starfighter, az F–105 Thunderchief, az F–106 Delta Dart, valamint a későbbi F–4 Phantom II előtípusa, az F–101 Voodoo.
Európa ekkor kezdte el a saját fejlesztéseit, így születtek meg a francia Dassault cég jelentős típusai, az Ouragan, a Mystére, a vadászbombázó S.O. 4050 Vautour és a később jelentős katonai sikereket arató Mirage III. Az brit repülőgépgyártók a Hawker Hunter és a Lighting után nem tudtak jelentős gépeket készíteni önerőből, a brit-kanadai fejlesztésű CF–105 Arrow vadászrepülőgép fejlesztését leállították és szintén erre a sorsra jutott a TSR–2 is, melyet anyagi és politikai problémák miatt 1965 tavaszán állítottak le az F–111 Aardvark megvétele érdekében, amely beszerzési tender szintén meghiúsult. Függetlenségét megőrizve Svédország kénytelen volt önállóan repülőgépeket fejleszteni, melynek eredményeként megszülettek a Saab-repülőgépek: a Saab 29 Tunnan, a Saab 32 Lansen és a Saab J 35 Draken, amely korának világszínvonalába tartozott.
Mindezen nyugati fejlesztésekkel párhuzamosan a szovjet repülőgép ipar is lépést tartott. Kezdetben a MiG–15 módosításával a MiG–17, majd az 1955 márciusában szolgálatba álló kéthajtóműves MiG–19 lett a válasz, amely vízszintes repülésben az első hangsebesség felett repülni képes szovjet típus, kínai illegális sorozatgyártással és továbbfejlesztéssel komoly piaci sikereket ért el a Távol-Keleten az 1970-es években. Eközben már fejlesztették a MiG–21-est is, amely a szovjet érdekeltségű országok alaptípusává vált. 1959-ben megindul sorozatgyártásától kezdve több mint 12 000 darabot építettek altípusaiból. Ez a típus már képes volt kétszeres hangsebességgel is repülni, részben többfeladatú repülőgéppé vált a fejlesztéseknek köszönhetően. A Mikojan-Gurjevics repülőgépgyár hazai konkurense, a Szuhoj is fejlesztett ebben a repülőgépkategóriában, mely az 1958-ban szolgálatba álló Szu–7, több későbbi típus alapját képezte.
Az 1940-es évek végén jelentek meg a hadászati bombázórepülőgépek újabb típusai, melyek kivétel nélkül a nukleáris válaszcsapás eszközeiként szolgáltak. Az amerikai Stratégiai Légi Parancsnokság szervezetébe tartozó B–36 Peacemaker, a B–47 Stratojet, a B–52 Stratofortress, a B–58 Hustler, szovjet részről a Tupoljev iroda fejlesztette Tu–95, Tu–16, Tu–22, Tu–22M típusok, illetve a Mjasziscsev M–4. Európában egyedül Nagy-Britannia volt képes hasonló kapacitású repülőgépek kifejlesztésére, melyeket csak „V-bombázó”-nak neveztek el: az 1955–1965 között repülő Vickers Vailant, az 1956–1984 között repülő Avro Vulcan és az 1958–1993 között repülő Handley Page Victor. Utóbbit utolsó pár szolgálati évében légi utántöltőként hasznosították. A hidegháború 1990. január 1-jei véget érésével ezen repülőgépek szerepe és jelentősége rohamosan csökkent, napjainkban, a 2000-es években nyernek ismét új feladatkört. Nagy hatótávolságukból kifolyólag alkalmasak a célterület felett jelentős idejű őrjáratozásra és precíziós csapásmérésre, természetesen csak korszerűsített fedélzeti rendszerekkel (egyelőre csak a B–52H képes erre).
Az 1960-as években megjelentek a harmadik generációt képviselő vadászrepülőgépek, melyek további jelentős változásokat hoztak a repülés történetébe. A McDonnell Aircraft piacra lépett az F–101 utódjával, az F–4 Phantom II-vel, amely máig tartó hatalmas karriert futott be. Nagy teherbírása és erős szerkezete révén több feladat ellátására is alkalmassá vált, az idők folyamán nem csak szárazföldről, hanem haditengerészeti változatai repülőgép-hordozók fedélzetéről is üzemeltek. A többcélúságra való törekvés egyre markánsabban megjelent a fejlesztők terveiben, ennek első példánya az 1967-ben szolgálatba állt F–111-es lett, mellyel le kívánták váltani az amerikai repülőerők összes közepes hatótávolságú harci repülőgépét. Igen költséges fejlesztése és üzemben tarthatósága azonban nem hozták meg az átütő piaci sikereket (meg kell említeni, hogy ez az első kétáramú gázturbinás sugárhajtóművel felszerelt harcászati repülőgép). A Szovjetunió többcélú, korának legmagasabb technikai színvonalát képviselő MiG–23-as 1970-ben állt szolgálatba a MiG–21-esek felváltásának céljából, támadó változata, a MiG–27 öt évvel később. Azonban a kitűzött célokat ezekkel a fejlett típusokkal sem sikerült maradéktalanul elérni, ugyanis a MiG–21 egyszerűbb felépítése miatt továbbra is hadrendben maradt, sőt napjainkban is üzemeltetik, szinte túlélve az őt váltó típusokat. Párhuzamosan üzemben tartott konkurensük a Szu–7-en alapuló Szu–17, mely támadó repülőgépként kategóriájában komoly erőt képviselt, szintén 1970-ben állt szolgálatba. A Szovjetunió belső légterének védelmére 1967-ben rendszeresítették a Szu–15-öt, amelyet később egyik országnak sem exportáltak.
Polgári repülőgépek terén megjelentek az olyan típusok, melyek szintén generációs ugrást jelentettek. A Boeing 1964 elején állította be a United Airlines vonalain a Boeing 727-et, mellyel a Caravelle által részben kitöltött közepes hatótávolságú repüléseket kívánta megcélozni. Korának legjobban mechanizált szárnyával felszerelt repülőgépe jelentős piaci sikereket könyvelhetett el, azonban bonyolultsága miatt napjainkban a baleseti statisztikákban előkelő helyen szerepel (napjainkban is repülik főként teherszállító gépként, de Európában már nem felel meg a biztonságtechnikai és zajvédelmi előírásoknak, így tiltólistán szerepel). 1965-ben került a piacra a Douglas DC–9 típusa, melyet a Boeing felvásárlása után B 717 néven gyártottak 2006 májusáig. Az egyre növekvő légiforgalom és a piaci igényt kielégítendő a nagy repülőgépgyártók minden addiginál nagyobb repülőgépek tervezésébe kezdtek. Ebben az első és sokáig legnagyobb a Boeing „Jumbo Jet”-e lett, amely 1970-ben állt szolgálatba a Pan Am-nél és a TWA-nál. Minden addigi gépet maga mögé utasított gazdaságossági és utaskapacitás terén, szintén mérföldkő lett. Ezt követte 1971-ben a Douglas DC–10-ese, majd 1972-ben a Lockheed L–1011 TriStar-ja. A fejlesztési versenyben végül mindkét vállalat alulmaradt, a Douglas 1997-ben csatlakozott a The Boeing Company-hez. A B 747-ből kétszer többet adtak el, mint két konkurenséből összesen.
Európa csak a kis- és közepes hatótávolságú gépek piacán tudott lépést tartani az „amerikai óriásokkal”, így született meg a Caravelle nyomán szintén a francia kormány támogatásával a Mercure, amelyet a Dassault fejlesztett ki 1971 tavaszára. Ez a típus nem volt sikeres (mindössze 12 darab épült belőle), ugyanis a Boeing hatékonyabb kampánnyal tudta befuttatni az 1967-óta gyártás alatt és 1968-óta szolgálatban álló B 737-et, amely napjainkra meghatározó lett ebben a piaci szegmensben, a legnagyobb példányszámban legyártott utasszállító repülőgéptípus a világon. Az 1967-ben megalakult Airbus Industries első gépe, az A300 elsősorban az európai piacon kívánt részesedni 1974-től, az amerikai gyártók által lefedett területeken, több kevesebb sikerrel.
Az egyre zsúfoltabbá váló légifolyosók kiküszöbölésére a fejlett országok egy, a hangsebességnél gyorsabban repülő utasszállító repülőgépre kezdtek igényt tartani. Az USA-ban supersonic transport (SST) néven futó programra a Boeing 2707 és a Lockheed L-2000 tervek születtek, azonban 1971-ben megszüntették a tervezetet. Európában az Air France és a British Airways megrendelésére a BAC és az Aérospatiale konzorciuma elkészítette a Concorde repülőgépet, amely inkább presztízs lett, mint gazdaságosan üzemeltethető típus. Technikai szempontból viszont mindenképpen mérföldkőnek számított a szuperszonikus utasszállító repülőgép 1976-os üzembe állása. A szovjetek is elkészítettek egy hasonló típust Tu–144 névvel, mely egy évvel korábban állt szolgálatba, de mind technikai, mind pénzügyi szempontból csődnek bizonyult. A szovjet légiszállítási piac egyediségét figyelembe véve a Tupoljev tervezőiroda volt hivatott utasszállító repülőgépek tervezésére. Így születtek meg az 1966-tól gyártott Tu–134 és az 1972-ben bevezetett Tu–154 típusok, melyek rövid és közepes távokra voltak alkalmasak. Az Iljusin repülőgéptervező–iroda pedig létrehozta az Il–86 gépét, hosszú távú repülésekre.
Katonai repülés terén az 1970-es évek újabb mérföldkőnek bizonyultak. A vietnámi háborúban szerzett harci tapasztalatok alapján új típusú, nagy teherbírású és többfunkciós repülőgépek tervezése lett az elsődleges. Az 1968 óta üzemelő F–111 noha nem volt gazdaságos, harcászati kapacitását a Szovjetunió is elismerte (Vietnámban több alkalommal bevetették az amerikaiak) és 1974-re szolgálatba állította hasonló típusát, a Szu–24-et. Az USA-ban az F–4 Phantom II leváltására kiírt haditengerészeti Tactical Fighter Experimental (TFX) programban elbukott F–111B helyett az újra kiírt Navy Fighter Attack Experimental (VFX) programban nevezett Grumman-terv nyert, melyből az F–14 Tomcat született, az első negyedik generációs vadászrepülőgép. Fejlettségét kortársaihoz képest kiemelkedő teljesítményű AWG–9 rádiólokátora, avionikai rendszerei és nagy hatótávolságú Phoenix légiharc-rakétája adta, emelve a típust kortársai fölé. Hadrendbe 1972-ben állt, még időben ahhoz, hogy légi őrjáratokat végezzen Észak-Vietnám partjainál. Az F–X programban az Amerikai Légierő következő generációs légifölény-típusául a McDonnell Douglas F–15 Eagle gépet választották, mely az elkövetkező idők legeredményesebb vadászrepülőgépe lett több mint 100 ellenséges gép lelövésével saját veszteség nélkül. A Légierő új többfeladatú vadászbombázó repülőgép-tenderén (Advanced Day Fighter, ADF program) az YF–16 nyert az YF–17-tel szemben. Előbbiből lett az igen jelentős piaci és katonai sikereket elérő F–16 Fighting Falcon mely 1978-ban állt szolgálatba, utóbbiból pedig a Haditengerészet és a Tengerészgyalogság F/A–18 Hornet típusa, 1983 óta aktívan szolgálva az amerikai flottát.
Ezen többfeladatú repülőket csak tetemes anyagi ráfordítással fejleszthetőek ki, ezért egyes európai országok az együttműködés mellett döntöttek. Nagy-Britannia, az NSZK és Olaszország által aláírt Multi Role Combat Aircraft (MRCA) keretében létrehozott Panavia Aircraft GmbH vállalat megalkotta a Tornado típust, mely 1979-ben állt szolgálatba. Jelentős változást hozott a helyből felszálló képességekkel bíró Harrier, amely nem volt egyedülálló, de a VTOL-típusok közül a legnagyobb harcértékkel bíró típus lett a 20. században. Ezzel ötvözték a helikopterek és a merevszárnyú repülőgépek kedvező tulajdonságait.
A szovjetek két új vadászrepülőgép típusa is generációs váltásnak tekinthető mind manőverezőképesség, mind avionika és karbantartás terén egyaránt. A MiG–29 1983-ban, a Szu–27 1984-ben állt a Szovjet Légierő (VVSZ) és Honi Légvédelem (PVO) kötelékébe.
A hidegháború befejeztével a katonai fejlesztések már nem diktáltak olyan nagy iramot. Európában olyan programokat indítottak, melyekből a Saab JAS 39 Gripen, az EADS Eurofighter Typhoon és a Dassault Rafale típusai készültek el. Tervezésük még az 1980-as években kezdtődtek, de csak a 2000-es évek végére sikerült teljes harci kapacitásaikat elérni. Az USA ebben az időben már az ötödik generációs vadászrepülőgépeket fejleszti. Már rendszerben áll az F–22 Raptor „lopakodó” képességű vadászgép és 2013–2015 között rendszerbe áll az F–35 Lightning II is. Előbbi az ATF (Advanced Tactical Fighter), utóbbi a JSF (Joint Strike Fighter) programok végterméke. Kína is tervszerűen halad fejlesztési programjaiban. 2005-ben haderndbe állította J–10 típusjelű többfeladatú vadászrepülőgépét, J–11 típusjellel illegálisan gyártja a Szu–27-est, és fejleszti saját ötödik generációs típusát, amely várhatón a 2010-es évek második felében készül el.
Polgári utasszállítás terén az 1980-as, 1990-es évek mozgalmasaknak bizonyultak. Az McDonnell Douglas a DC–9 továbbfejlesztésével 1980-ban piacra dobta az MD–80-at, majd 1989-ben az MD–90-et, 1990-ben pedig a DC–10-en alapuló MD–11-et. Az Airbus 1983-ban szolgálatba állította az A310-et, 1988-ban pedig a diszkont légitársaságok igényeinek kielégítésére és a B 737 konkurenciájául az A320-at. 1993-ban az A340-et, 1994-ben pedig az A330-at. A Boeing 1982-ben a B 767-et, 1983-ban pedig a B 757-et. Az 1995-ben szolgálatba állított, Worldliner-nek keresztelt B 777 jelenleg a legnagyobb kéthajtóműves utasszállító típus a világon, az A330–200 és az A340 konkurense, kedvező üzemeltetése miatt méltán népszerű. Az 1980-as évek második felében a Boeing-nél megkezdték egy új generációs utasszállító gép terveinek elkészítését, melyet Dreamliner-nek neveztek. Célja leváltani az eddigi üzemben levő B 727, 757, 767 típusokat. Mivel a konkurens Airbus-gép előtt kerül gyártásra, minden okuk megvan a kedvező piaci fogadtatásra.
Jelenleg az Airbus A380 és a Boeing B 787 gépe van a figyelem középpontjában. Mindkét gép forradalmasítani szeretné az utasszállítást költséghatékonyságával. Fejlesztés alatt áll az Airbus A350XWB típusa, mint a B 787 konkurense, piacra kerülése 2012-nél hamarább nem várható, továbbá ismét kutatások indulnak a hangsebességnél gyorsabb utaztatás lehetőségeinek felmérésére.

## Repülőgépek felhasználás szerint

### Polgári repülőgépek

#### Utasszállító repülőgépek

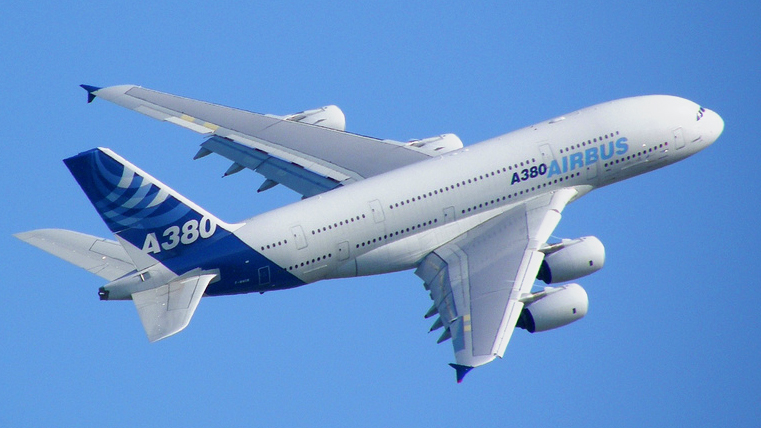
Airbus A380, a világ legnagyobb utasszállító repülőgépe

Az utasszállító repülőgépeket hatótávolság szerint kategóriákba sorolják.
- Kis hatótávolságú gépek 10–60 férőhellyel, 1000 kilométeren belüli fuvarozási feladatokat oldanak meg. Hajtóművük többnyire légcsavaros gázturbina vagy gázturbinás sugárhajtómű. Sebességük általában 600 km/h alatt marad, felszálló tömegük 50 tonnáig terjed.
- Középhatótávolságú utasszállító gépek maximum 5000 km repülési távolságig.
- Nagy hatótávolságú gépről 5000 km-es repülési távolság fölött beszélhetünk. A közép és nagy hatótávolságú gépek szerkezete közel azonos. Sebességük csaknem 1000 km/h-ig terjed, repülési magasságuk meghaladhatja a 10 000 métert. A nagy magasságban fellépő vákuum miatt utasterüket túlnyomásos kabinként alakítják ki. Hajtóműveik gázturbinás sugárhajtóművek. Az óriásgépek felszálló tömege eléri a 400 tonnát, a férőhelyek száma pedig az 500-nál többet.

#### Teherszállító repülőgépek

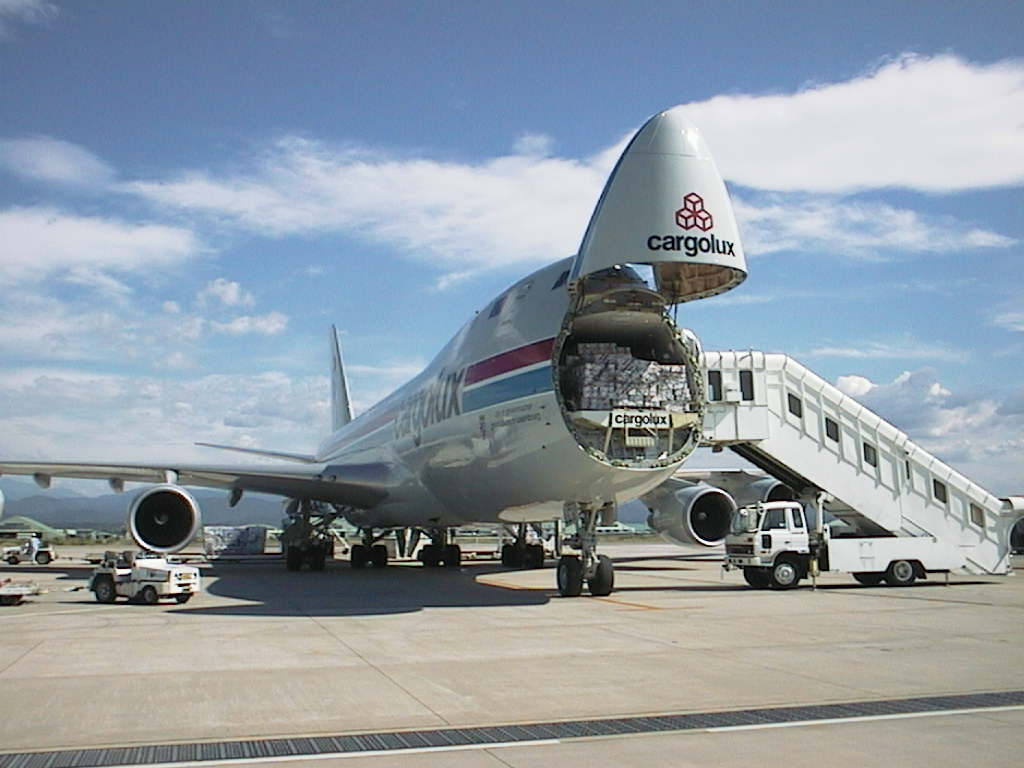
Cargolux Boeing 747-400F

A teherszállító repülőgép az utasszállító repülőgépből fejlődött ki, általánosságban véve a gyors szállítást igénylő, nagy (harc)értékű áruk mozgatására használják. Kezdetben, az 1920-as évek elejétől a polgári utasszállító gépekből átalakított gépeket gyakran mostohább körülmények között, alacsonyabb ellátási szinten kiépített repülőterekről kellett üzemeltetni. Ezen gépek még főként az utasszállítást kiegészítő csomagszállítók voltak, később a 30-as évek elejétől, a megfelelő típusok kifejlesztésével váltak igazán teheráru szállítókká. A 20. század háborúiban, főleg a második világháború előtt és annak elején nagy számban alkalmaztak civil teherszállító repülőgépeket, amik egyre nehezebben tudták ellátni a dinamikusan fejlődő harchelyzetek diktálta igényeket. Ezért a harctéri tapasztalatok alapján megfogalmazódtak a katonai teherszállító repülőgépek legfontosabb paraméterei, a velük szemben támasztott követelmények. Sebességük a világháború miatt rohamosan fejlődő motorok és hajtóművek következtében kétszeresére, háromszorosára, teheremelő képességük a sokszorosára nőtt, mint elődeiké. Ezeket a katonai teherszállító repülőgépeket a Föld minden pontján bevetették már. A világháború után alkalmazni kezdett légcsavaros gázturbinákkal, és később a gázturbinás sugárhajtóművekkel mind sebességük, mind teheremelő képességeik megtöbbszöröződtek, ezzel különféle típusaik alakultak ki. Az 1950-es évek második felétől egyre jobban fejlődő civil légiszállítási iparág szükségessé tette, hogy az utasszállító gépekből áruszállító változatokat is kifejlesszenek. Ezen gépek utastere egy órán belül átalakítható teherszállító géppé. A 21. század elejére a légi áruszállítás fejlődése évente – az utasszállítás 5–6%-kal való évenkénti növekedésével arányosan – tovább nő.
Fontosabb légiszállító vállalatok: United Parcel Service, FedEx, DHL, Antonov Design Bureau stb.
Nemzetközi szervezete az IATA (International Air Transport Assotiation – magyarul Nemzetközi Légi Szállítási Szövetség.

#### Sportrepülőgépek

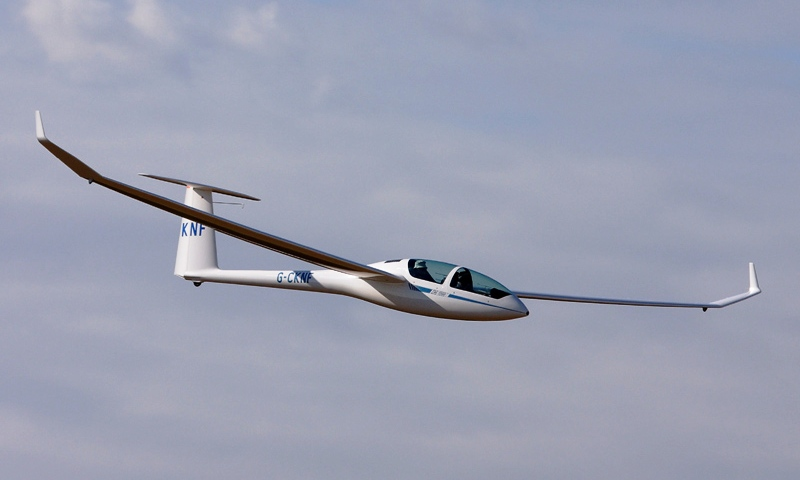
DG Flugzeugbau DG-1000 vitorlázó repülőgép

A sportrepülőgépek vitorlázó és motoros kategóriákra oszthatók.
- Vitorlázó repülőgép. A gondos áramlástani kialakítás, hosszú és karcsú szárny és könnyű építési mód jellemzi a vitorlázó repülőgépeket. Önállóan fölszállni nem képesek (kivéve a segédmotoros verziókat). Indításukat csörlővel vagy gumikötéllel a földről, illetve motoros repülőgépes vontatással lehet elvégezni.
- Motoros sportrepülőgép. A motoros sportgépeket általában dugattyús motorral forgatott légcsavar hajtja. A műrepülésre alkalmas gépeken a motor szerkezetében, az üzemanyagban, valamint a kenési rendszerben különleges megoldásokra van szükség. Az ilyen gépek szerkezetét nagy igénybevétel (6–9 g gyorsulás) elviselésére kell méretezni.

#### Mezőgazdasági repülőgépek
A mezőgazdasági repülőgépek a talaj közelében, általában 15 m-nél alacsonyabban repülnek, (műtrágyaszórás 12–15 m, vegyszeres porzás 3–5 m, folyékony vegyszer permetezése 1–3 m) így felszerelésük és kialakításuk a gyakran ismétlődő feladatok ellátására teszik őket alkalmassá. Feladatuk lehet a növényvédelem, amikor is vegyszertartályt, szivattyúkat és szóróberendezést építenek a repülőgépre, ill. repülőgépbe. Használhatják még kutatás–mentés, tűzoltás, a talaj, növényzet, ill. vadállomány megfigyelésére is.

#### Speciális célú repülőgépek
Például erdőtüzek oltására a repülőgépet úgy alakítják át, hogy egy speciális tartályba menet közben egy közeli tóból vizet tudjon felvenni, és a tűz fölé érve azt oltásra tudja használni.

#### Kísérleti repülőgép
A kísérleti repülőgépeket aerodinamikai kutatásokra használják. A különféle hajtómű-kísérletek céljából építik ezeket a gépeket. Az USA-ban a kísérleti gépeket megkülönböztetés céljából X típusjelzéssel látják el. Minden gépen megtalálható egy új aerodinamikai megoldás, amit tesztelni kívánnak. A kísérleti gépeken bevált megoldásokat a jövőbeli repülőgépeken alkalmazzák. A kísérlet eredményei lassan szivárognak át a gyártási folyamatba, sokszor néhány évtized múlva kerülnek át. A fejlesztés során könnyű, nagy szilárdságú szerkezeti elemeket, hosszú élettartamú, gazdaságos hajtóműveket, korszerű fedélzeti műszereket fejlesztenek ki, amelyeket a polgári gépek tervezésekor is felhasználnak.

#### Parazita repülőgép
A parazita repülőgépet más repülőgép szállítja, majd egy adott célterületen leválik a hordozógépről, tevékenykedik (ritka esetben visszacsatlakozik a hordozógépre), majd leszáll a földre. A parazita repülőgéphez tartozik egy hordozó repülőgép, amit speciálisan átalakítanak, hogy a parazitát hordozni tudja. A parazita célra kifejlesztett gépet kicsire szokták tervezni, hogy az anyagép hordozni tudja. Tökéletes példa erre az amerikai XF–85 Goblin.

### Katonai repülőgépek

#### Vadászrepülőgép

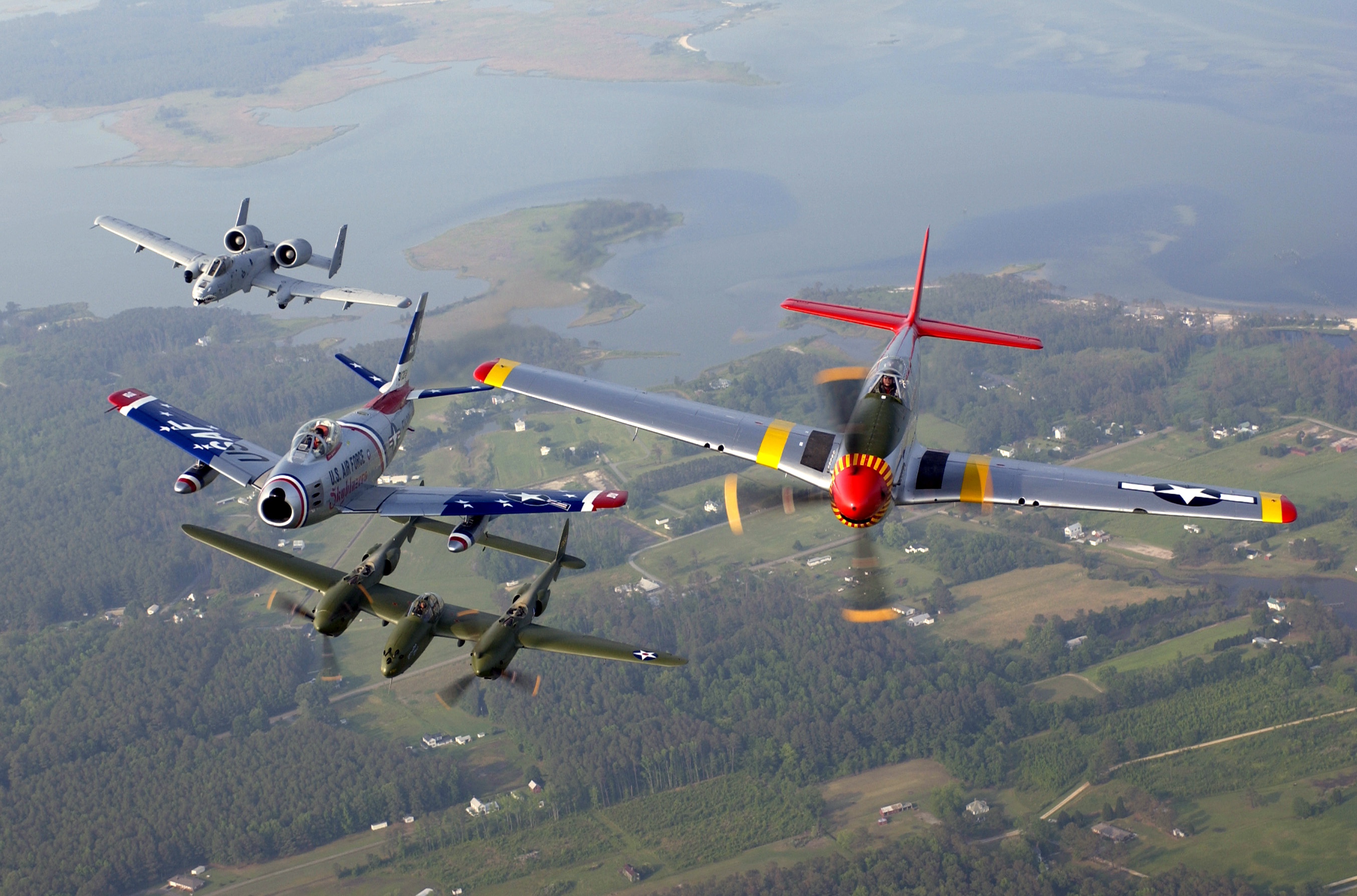
Balról jobbra: A–10A csatarepülőgép, F–86 Sabre, P–38 Lightning és P–51 Mustang típusú vadászgépek kötelékben

Feladata a légifölény biztosítása. Ennek megfelelően nagy tűzerővel és nagy sebesség mellett jó manőverezőképességgel kell rendelkeznie. Fegyverzete a szárny és törzs alá függesztett rakéták és bombák mellett hagyományos gépfegyverekből áll. Az elérhető sebesség a hangsebesség háromszorosát közelíti meg. A vadászgépek egy- vagy kétszemélyesek. A gépet a megrendelő által meghatározott feladatnak megfelelő méretűre építik, de elsősorban a fenntartási költségek és a túlélőképesség (minél kedvezőbb tolóerő-súly arány, kis radarkeresztmetszet) miatt törekednek a méret és a tömeg lehető legalacsonyabb szinten tartására. A nagy távolságra tett, vagy hosszabb ideig tartó repülések támogatása céljából rendszerint légi utántöltésre teszik alkalmassá, valamint pótüzemanyagtartály, illeszkedő üzemanyagtartály alkalmazásával növelik a levegőben egy felszállással eltölthető idő mennyiségét. Napjainkban kizárólag légi célok elfogására alkalmas vadászrepülőgépeket nem tartanak rendszerben, a repülőgépek földi célok támadására is alkalmasak, ez a vadászbombázó repülőgép. A kizárólag a földi csapatok harcának közvetlen támogatására alkalmas, lassabb, de erősebb fegyverzetű és páncélzatú repülőgép a csatarepülőgép.

#### Bombázó repülőgép
A bombázó repülőgépek földi célpontok megsemmisítésére szolgálnak. A történelem során különféle kategóriái léteztek, például a zuhanóbombázó és a torpedóbombázó.

#### Felderítő repülőgép
A felderítő repülőgép egy felderítési célokra épült, vagy átalakított repülőgép. Célja a stratégiai vagy taktikai megfigyelés és információgyűjtés a képi–, jel– és mérési–hírszerzés útján. Először az első világháborúban jelentek meg, és az első katonai alkalmazású repülőgépek, felderítő repülőgépek voltak. Leggyakrabban kamerákkal felszerelt vadász– vagy bombázó–repülőgépek látják el ezt a feladatot. Napjainkban a stratégiai megfigyelés szerepét egyre inkább a műholdak veszik át, a taktikai megfigyelést pedig a pilóta nélküli repülőgépek.

#### Légi utántöltő repülőgép
A légi utántöltő repülőgép feladata, hogy a harci gépeknek az üzemanyag-utánpótlását a levegőből biztosítsák. A modern sugárhajtóművel ellátott vadász- és bombázó gépeknek igen nagy a fogyasztásuk, emiatt gyakran kellett le- és fölszállniuk, ami komoly időveszteséget jelentett, valamint ott kellett hagyniuk emiatt a bevetési körzetet. A másik ok, ami miatt szükség volt rájuk, az atomfegyvereket szállító gépek. A repülés biztonsága miatt ezek a szállító repülőgépek minimális üzemanyaggal szállnak föl, a repülőgépek tankolására így már csak a levegőben van lehetőség.
Külön légi utántöltő feladatra repülőgépet nem fejlesztenek, hanem katonai szállítógépből vagy polgári utasszállító repülőből alakítják át. Az átalakított repülőgépben nagy üzemanyagtartályokat és az üzemanyag áttöltését végző szivattyúkat, valamint az áttöltést lehetővé tevő csatlakozókat helyeznek el. Az utántöltésre két eljárás terjedt el:
- Hajlékony csöves utántöltés. Kisebb kapacitású, kis méretű gépek tankolásánál alkalmazzák.
- Merev, teleszkópcsöves rendszer. Nagy méretű gépek töltésére alkalmas. Nagyobb töltőteljesítményű, mint a hajlékony csöves utántöltő.

#### Gyakorló repülőgép
A gyakorló-oktató repülőgép feladata a pilóták oktatása. Haditechnikában érvényes szabályok:
Leggyakrabban kétüléses gép, az alapgép egy módosított változata. Az ülések egymás mögött (polgári alkalmazások esetében viszont leggyakrabban egymás mellett) helyezkednek el és a gép mindkét ülésből vezethető. Műszerezettségük, a műszerek értelmezhetőségét tekintve megegyezik azzal az alapgépével, amelyre a pilótát képzik. Más szerkezeti eltérés a valódi harci géptől minimális. Éles fegyverzettel felszerelt gyakorló-oktató repülőgépek akár bevetésre is küldhetők.
A gyakorló gépek (céljukat és kategóriájukat tekintve) különböznek az un. "oktató"-gépektől, ahol lehetőség szerint hosszabb reakció-időt követelő, könnyebben vezethető és "megbocsátóbb" repülési tulajdonságokkal rendelkező konfigurációt alakítanak ki, akár másik géptípus felhasználásával.

#### Különleges repülőgépek
Olyan gépek, melyek képesek helyből vagy kis nekifutással felszállni, illetve függőlegesen leszállni. A hagyományos repülőgépeknek nagy tér szükséges a felszálláshoz, mely háborúban az elsőszámú célpont lehet. Ez okból hozták létre a különleges repülőgépeket.

#### Lopakodó repülőgépek
A lopakodó repülőgépek építésének célja, hogy a gépet rádiólokátorokkal nehezen vagy egyáltalán ne lehessen észrevenni. A repülőgép vezetőjének így nem kell számolnia az ellenséges légvédelem célzott tüzével. A lopakodó repülőgépek sárkánya furcsa elrendezésű, oldalról nézve szinte pengeéles, így a lehető legkevesebb rádióhullámot veri vissza. Szerkezetük különleges anyagokat tartalmaz, és speciális, radarhullám-elnyelő réteggel vannak bevonva. A korai tervezésű lopakodók formája a repülés szempontjából nem éppen kedvező. A nagy szilárdságú szerkezeti anyagok és a bevonat megnöveli a gép tömegét. Alakjuk miatt a levegőben labilisan repülnének, ezért különleges fedélzeti irányító berendezéssel látják el, ami repülés közben automatikusan stabilizálja a repülőgépet.

## Repülőgép-változatok csoportjai

### Repülőgép-kategóriák a repülési sebesség alapján
- Alacsony sebességű repülőgép (500 km/h alatt). Ugyan a repülés közben jelentős légellenállás keletkezik, ennek ellenére a merev szárnyú repülőgépek szárnyának belépő élei a repülőgép hossztengelyére merőlegesek.
- Szubszonikus repülőgép (500–1000 km/h, Mach 1 alatt). A szubszonikus repülőgépek a hangsebesség alatt repülnek. A sebesség növekedésével fokozottan jelentkezik a levegő összenyomhatósága, de még nem keletkeznek lökéshullámok repüléskor, vagyis a légáramlás nem éri el a hangterjedés sebességét. Az ilyen gépek szárnyainak belépő élei kismértékben nyilazottak.
- Transzszonikus repülőgép (Mach 1 környéke) Erre a sebesség tartományra (Mach 0,9–1,2) nem terveznek repülőgépet. A légáramlási anomáliák megakadályozzák, hogy repülőgép tartósan hangsebességgel haladjon.
- Szuperszonikus repülőgép (Mach 1,2–5). A szuperszonikus repülőgépek konstrukciójában figyelembe kell venni a nagy sebesség miatt a gép testén kialakuló lökéshullámokat. A gép orra hegyesre van kiképezve, melynek feladata a gép előtt kialakult nyomáshullám áttörése. A gép homlokfelülete a légellenállás miatt jelentős felmelegedésnek van kitéve, amely a több száz fokot is elérheti. A sárkányszerkezetnek ezt a jelentős hősokkot is el kell viselnie. A szárny alakja erőteljesen nyilazott; egyes széles tartományban repülni képes gépek esetén változtatható nyilazású szárnyakat építenek.

## A repülőgép szerkezeti elemei

### Sárkány
Sárkánynak nevezzük a repülőgép szerkezetét. A sárkány részei a törzs, amely a teher egy része, az utasok, valamint a személyzet szállítását szolgálja, a szárnyak, vezérsíkok, kormányfelületek, valamint a futómű.

### Törzs
A törzs a repülőgép középső, bizonyos felhasználási típusoknál legnagyobb keresztmetszetű szerkezeti eleme. A törzshöz kapcsolják a repülőgép többi szerkezeti elemeit. A törzs elemei a törzskeretek (törzsbordák), hosszmerevítők, a külső repülőgépburkolat, a csatlakozási (szárnyakhoz) berendezések, a fülkék és rakterek konstrukciós felépítményei. Nagy sebesség mellett fontos a kis ellenállás, amely növeli a repülőgép hatékonyságát és sebességét. Az orrban helyezik el az irányításhoz szükséges navigációs és irányító berendezések egy részét, a műszerek nagy részét, továbbá a pilóta is itt foglal helyet. Hátrább a személyzet többi része, az utasok, illetve a teher.

#### A repülőgéptörzs szerkezeti kialakításai
- Egytörzsű repülőgép. Hagyományos repülőgépforma. A repülőgépmotorokat a törzsben, a szárnyon vagy a törzsön kívül is el lehet helyezni. Ha a hajtóművet törzsbe építik, az kedvező légellenállást eredményez. A törzs hátsó részén, kívül elhelyezett hajtómű kedvezőtlenül befolyásolja a terhelés megoszlását, de légellenállás szempontjából előnyösebb. Nagyobb, többmotoros gépeknél a szárnyon helyezik el a hajtóműveket a kedvező terheléseloszlás végett.
- Kéttörzsű repülőgép. A kéttörzsű megoldás előnyeit többnyire kétmotoros, kisebb repülőgépeken használják ki. A személyzet és a felszerelés részére a szárny középső tartományában fülkét alakítanak ki. A két törzs karcsú felépítésű, hátul a farokszárnyakat fogja közre.
- Csupaszárny repülőgép. Törzs és farokfelület nélkül épített repülőgéptípus. A csupaszárny gépeknél az összes berendezést, a hajtóművet és a terhelést a szárnyban helyezik el, esetleg a szárny közepén (vagy szimmetrikusan elhelyezve 2-3 db) gondolát képeznek ki számukra. Repüléséhez, a tévhittel ellentétben nincs szükség semmiféle számítógépes, vagy egyéb rendszerre. Megfelelő tervezéssel repülési tulajdonságai ugyanolyanok lehetnek, mint a hagyományos elrendezésű gépeknek, bár ezt kevés gyakorlati felhasználás igazolja. Mivel a csupaszárny repülőgép teljes felülete a felhajtóerő kialakításában segít és kevés kiálló, súrlódó szerkezeti elemet tartalmaz, nagyon kedvező a légellenállása, kicsi a felületi terhelése (ami nagyban javítja az irányíthatóságát, fordulékonyságát)

### Szárny
A szárny a sárkányszerkezet azon része, amelyen a felhajtóerő keletkezik. Fő jellemzője a fesztávolsága, karcsúsága, profilja, nyilazottsága (hátra, ill. előre). Minél nagyobb a hátranyilazási szög, annál stabilabb és kormányozhatóbb a repülőgép a magasabb sebességtartományokban. Az erősen nyilazott szárnyak felhajtóereje kis sebességnél meglehetősen kicsi, így ezeknek a repülőgépeknek a fel- és leszállósebessége lényegesen nagyobb.
A fékszárny a szárny része, melynek elsősorban fel- és leszálláskor van szerepe.
A szárnyak folyamatos fejlődését a különféle elméleti kutatások biztosítják (végtelen és véges szárnyelméletek).

### Vezérsík
A vezérsík feladata a repülőgép vízszintes és függőleges irányú stabilitásához való hozzájárulás. A vízszintes és függőleges vezérsík elnevezése azok elhelyezkedéséből adódnak, és természetesen ellentétes (ill. 90 fokkal elfordított) irányú hatással rendelkeznek.
A Vízszintes vezérsík hagyományos felépítés esetében („hátsó szárny” néven illetik sokan) azért felel, hogy a gép fel-le irányú vezetése biztosított legyen. Nagyon sok dologtól függ, hogy ennek formája, mérete, "profilja" milyen, de alapvető feladata, hogy segítse a függőleges iránytartást (másodlagosan a sebesség-stabilizálást), és elősegítse a váratlan (aerodinamikai) reakciók csökkentését, szóval, hogy stabilizálja a repülési tulajdonságokat. (Ezért Stabilizátor névvel is szokták illetni.) Pl. ha egy gép leejti orrát, gyorsulva zuhanni kezd, illő lenne a farkát lenyomni, ezzel lassítani a zuhanást, valamint áttételesen csökkenteni a sebességét. Fordítva is igaz persze, bár az kicsit bonyolultabb folyamat. A kis hajtóerővel rendelkező gépek (ilyeneket láthatunk mi, halandóak) esetében, főleg a vitorlás gépeknél a vízszintes vezérsíkot tekintjük a (függőleges) repülési iránynak. Ehhez képest a "nagy" szárny néhány fokkal megemelt állásszöggel bír. (Értelmezhetjük fordítva is, a szárny állásszögéhez képest a stabilizátor állásszöge kisebb, tehát gyorsuláskor lenyomja a gép farkát). Ezzel elérjük, hogy gyorsulásnál a szárny (amin a lényegi felhajtó-erő keletkezik) felemeli a gép orrát, ezzel visszalassul a gépünk, adott esetben befejezi a zuhanást is.
A függőleges vezérsík szerepe lényegesen kevesebb, de a gyakorlatban nagyon bonyolult e nélkül repülni; a gép oldalirányú iránytartását segíti elő. Nem kormányzott gép esetében is jelentkezik a két "fél-szárny" között eltérő légellenállás, sok ok miatt. Ha a gép farkát nem vezetnénk meg, az jobbra-balra forgolódhatna, kül. egyéb kihatásaival együtt.
A vezérsíkok összességét farokfelületeknek is nevezik. Ezek a szárnyakhoz hasonló kialakításúak, de méretük kisebb és (nem a vezérsík fogalmához sorolandó) elfordítható kormányfelületük van. A vezérsíkok lehetnek T elrendezésűek, de lehetnek V alakban is, amikor a vízszintes és függőleges kormányzási feladatot két V alakban elhelyezkedő vezérsík látja el, illetve például a Concorde vagy a Tu–144-es repülőgépen nincs vízszintes vezérsík, hiszen a kellő mértékben hátranyúló szárnyvégeken az kombinált csűrő és magassági kormány látja el mindkét kormányzási feladatot.

### Futómű
A repülőgép futóművének feladata, hogy biztosítsa a repülőgép irányíthatóságát, amíg a gép a fel- és leszállás során a földön tartózkodik. További feladata, hogy felvegye azokat a dinamikus erőhatásokat, amely a talajjal történő érintkezés során a gépre hatnak.
- Kerekes futóművek. Gumikerekes futóművek, amelyek felfújt gumiabroncsokból állnak. Nagyobb terhelések esetén a kerekek csoportokat, extrém nagy súlyú gépeknél egész sorokat alkothatnak, a jobb terheléseloszlás elérése miatt. Alacsony sebességű gépnél a futómű rögzített, nagyobb sebesség elérése esetén a futóművet behúzhatóra építik, amely jobb áramlási tulajdonságokat, nagyobb sebességet és alacsonyabb fogyasztást tesz lehetővé. A két fő futóművet leggyakrabban a szárny alá, a törzs középvonalához szimmetrikusan helyezik el. Más esetben tandem rendszert építenek, amelyben a két fő futóművet a géptörzs alá egymás mögött helyezik el, ez esetben két segédfutómű kerül a szárnyak alá.
  - Farokkerekes futómű. Ebben az építési módban a kanyarodást vezérlő, alacsony építésű kereket a farokrész alatt rögzítik a gép törzséhez. A főfutóműveket jóval a gép súlypontja elé helyezik, hogy a fékezéskor csökkentsék az előrebukás veszélyét. Ilyen futómű-elrendezéssel hárompontos leszállást kell végrehajtani, vagyis mindhárom futóműre nagyjából egyidejűleg kell a terhelést helyezni. Felszálláskor először a farokfutót emelik el a talajtól, majd további sebesség gyűjtése után hagyja el a gép a földet.
  - Orrkerekes futómű. A törzs elejére építik be a kormányzó kereket. A főfutómű kerekei nem kormányozhatóak, ezeket a gép súlypontja mögé helyezik, hogy a gép álló helyzetben ne billenjen hátra. Leszálláskor a főfutók érik először a talajt, majd további lassulás után ereszkedik a gép az orrfutóra. A rendszer erős fékezés esetén is biztosítja a stabil helyzetet.
- Úszótest. Vízi repülőgépeken alkalmazott megoldás. A vízi repülőgépeken a kerekek helyett két úszótestet építenek a gép alá, amelyek a víz felszínén tartják a repülőgépet. Az úszótestek mereven vannak építve, nem behúzhatóak, ezért a légellenállásuk jelentős. Más megoldás szerint a gép törzsét csónaktestként alakítják ki, amely kedvezőbb aerodinamikai alakot eredményez. Az úszótest leszálláskor csak közegellenállást növelő eszközökkel fékezhető.
- Szántalpas futómű. Ritka típus. Csak olyan helyen alkalmazzák, ahol hómezőre kell leszállni, nincs biztonságos vízfelület vagy szilárd talaj. Tipikusan a sarkkutatók által használt repülőgépeken alkalmazott megoldás.

### Hajtómű
A repülőgépnek a hajtóművet magában foglaló részét hajtóműgondolának nevezzük.
- Dugattyús motoros hajtómű: a hagyományos dugattyús motorok csak légcsavar segítségével tudják megtermelni a repüléshez szükséges vonó- és/vagy tolóerőt. Olcsó megoldás, de csak hangsebesség alatti repülést tesz lehetővé.
- Gázturbina:
- Légcsavaros gázturbina: Gázturbinás hajtómű közvetlenül forgatja a légcsavart. Hangsebesség feletti repüléshez nem alkalmas. A gázturbina kompresszora, turbinája és a légcsavart hajtó reduktor egy tengelyen helyezkedik el.
- Szabadturbinás hajtómű, vagy más néven tengelyteljesítményt szolgáltató gázturbina: A kompresszort és a légcsavart hajtó reduktort működtető turbinafokozatok külön tengelyen helyezkednek el. Elsősorban helikopterek működtetésére alkalmazzák.
- Sugárhajtómű:
- Lüktető sugárhajtómű: Egyszerű felépítésű, kis helyigényű sugárhajtómű, melynek elve a tüzelőanyag impulzusszerű meggyújtása, majd az égés során ez szolgáltat lüktető sugárhajtást hasonlóan a dugattyús robbanómotorokhoz. Főként pilóta nélküli fegyvereken (manőverező robotrepülőgépek) és rádió távirányítású repülőgép-modelleken alkalmazzák.

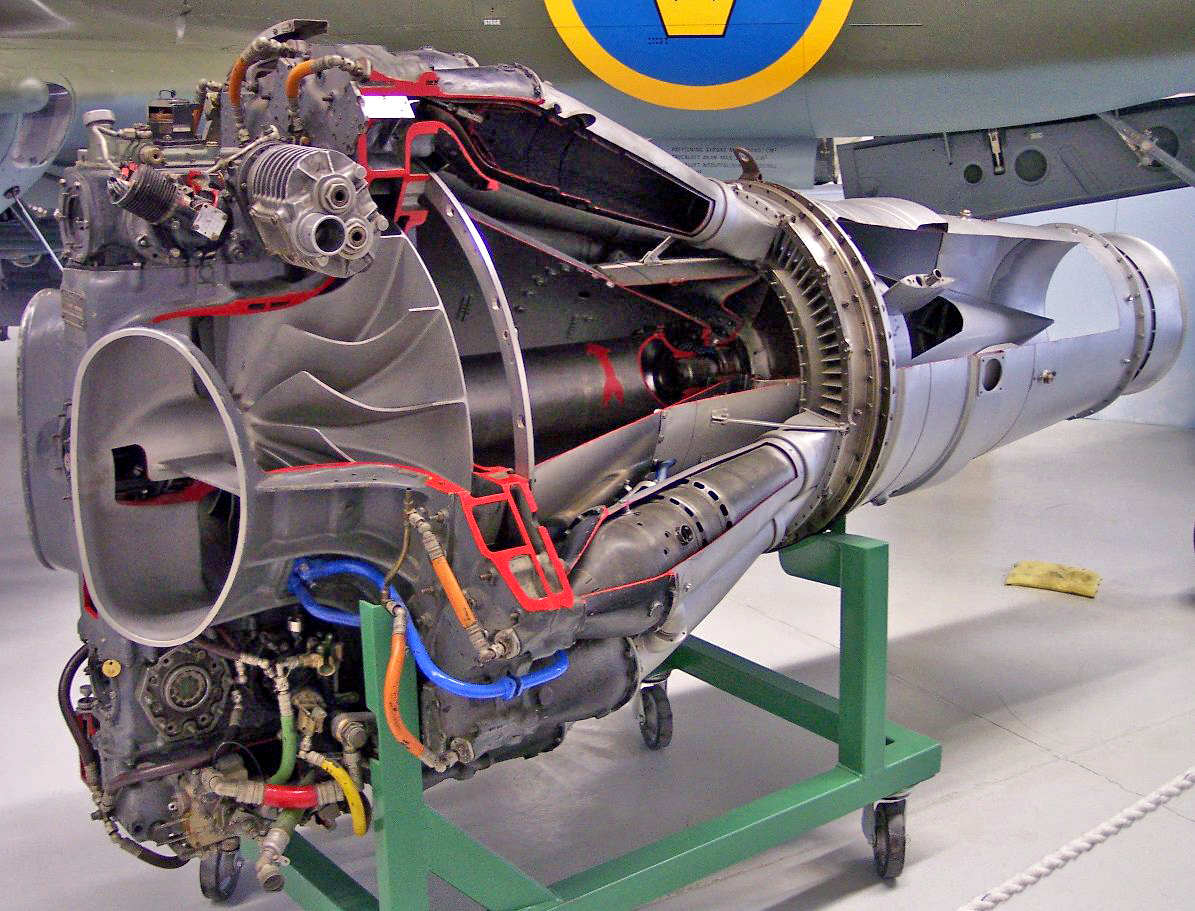
Egy korai De Havilland Goblin II gázturbinás sugárhajtómű. Balra a centrifugálkompreszor, középen a csöves égésterek láthatók. A kép jobb oldalán a fúvócső, előtte pedig a turbina helyezkedik el

- Gázturbinás sugárhajtómű. Tisztán a sugárhajtás elvét hasznosító hajtómű. Hangsebesség alatti, de hangsebesség feletti repülésre is alkalmas. A hajtómű a fúvócsőben nagy sebességre gyorsított égéstermékek reakcióerejét (tolóerő) használja ki. A transzszonikus sebességtartomány felső határáig biztosít tolóerőt.
- Utánégetős gázturbinás sugárhajtómű: Olyan gázturbinás sugárhajtómű, amelynek a fúvócsövébe (utánégető terébe) üzemanyagot fecskendeznek. A befecskendezett üzemanyag hatására a tolóerő megnövekszik, de jelentősen nő a hajtómű üzemanyag-fogyasztása. A második generációs vadászrepülőgépekben kezdték alkalmazni őket, a szuperszonikus sebességtartomány felső határáig hatékony.
- Torlósugár-hajtómű. A legegyszerűbb felépítésű sugárhajtómű, amely nagyon kevés mozgó alkatrésszel állítja elő a hajtáshoz szükséges tolóerőt belső kialakítása révén. Működéséhez a hajtómű beömlőnyílásán (szívótorok) beáramló levegőnek egy minimális sebességet el kell érnie (200–300 km/h), így ehhez kisegítő meghajtás szükséges (például hordozó repülőgép). Ilyen a ramjet és a scramjet. Nagy sebességű repülés érhető el vele (Mach 3-10).
- Kombinált sugárhajtómű. Ez a gázturbinás sugárhajtómű és a torlósugár-hajtómű összeépítése. Célja a két hajtóműtípus hátrányainak kiküszöbölése (hiperszonikus sebesség el nem érése és minimális beáramló légsebesség szüksége). Lásd az SR–71 Pratt & Whitney J58 hajtóműveit.
- Rakétahajtómű. Olyan sugárhajtómű, ami működéséhez nem használja fel a környező levegőt.